# Trabboch Castle
Trabboch Castle ist die Ruine einer Niederungsburg (Tower House) mit L-förmigem Grundriss in der Gemeinde Stair in der schottischen Council Area East Ayrshire.

## Geschichte

### Baronat und Lairds

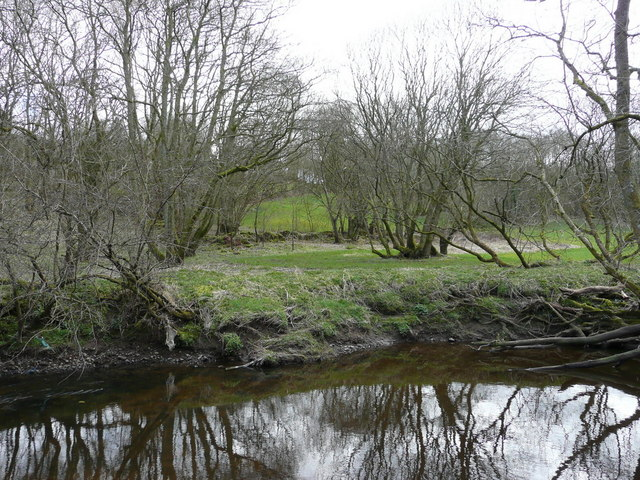
Das Gelände der alten Mühle von Trabboch

Die Ländereien von Trabboch wurden erstmals in einem Pachtbetrag von 1303/1304 erwähnt. König Robert the Bruce verlehnte die Burg mit L-förmigem Grundriss an die Boyds von Kilmarnock als Lohn für Dienste, die diese ihm in der Schlacht von Bannockburn 1314 geleistet hatten, wie in einer undatierten Charta im Register of the Great Seal entdeckt wurde, in der steht, dass König Robert I. die „Ländereien von Trebach“ in Kyle-Regis an Robert Boyd verlehnte. Paterson gibt an, dass die „Festung von Trebach“ 1469, nachdem die Boyds 1469 in Ungnade gefallen waren, an die Krone verwirkt war, angeblich zur Nutzung durch die ältesten Söhne der Könige von Schottland. Die Royal Commission on the Ancient and Historical Monuments in Scotland gibt an, dass 1451 die Ländereien in die Hände von William, Earl of Douglas kamen und später in die der Boswells von Auchinleck. Im 17. Jahrhundert hatten die Chalmers von Gadgirth und die Reids von Barskimming Teile des Baronats Trabboch inne. Love gibt an, dass die Arthurs, Lords of Ochiltree, und die Campbells von Loudoun ebenfalls Trabboch Castle besaßen.
Als Caput des Baronats Trabboch gab es vermutlich einen Moot Hill, von dem allerdings keinerlei Überreste erhalten sind. Man nimmt an, dass er auf dem Gelände der heutigen Lawhill Farm in der Nähe lag. Die damit in Verbindung stehende Mühle von Trabboch stand am Water of Coyle und wurde nicht von den Wassern des Sees angetrieben.
Campbell sieht Trabboch Castle als das einzige Überbleibsel einer Verteidigungskette von Burgen an, die sich einst über Kyle Regis zog und auch aus Stair Castle, Auchencloigh Castle, Drongan Castle und Drumsuie Castle bestand.

### Überreste der Burg und Hügelgrab
Die Überreste von Trabboch Castle bestanden 1954 aus L-förmigen Mauerresten ohne sichtbare Spuren von Fenstern oder Türen, die möglicherweise früher auf einem Mound standen. Die Mauern sind 2,5 Meter dick und etwa 3 Meter hoch und bestehen aus massivem Bruchsteinmauerwerk. In Richtung Nordwesten erstreckt sich der Mauerrest auf eine Länge von 9 Metern, in Richtung Südwesten auf 12,5 Meter. Ein breiter, natürlicher Graben ist an der Westseite sichtbar, und ein flacher, gebogener Graben an der Südseite könnte Teil der Burgbefestigung gewesen sein. Einige Fundstücke hatte auch der Eigentümer der Trabboch Farm. Ein großer Teil der Bausteine wurde zum Bau der nahegelegenen Trabboch Mains Farm verwendet. Die Ruinen der Burg gelten heute als Scheduled Monument.
In der Nähe der Burgruine wurde ein Grab gefunden, das unterhalb eines Grabhügels liegt, aus dem festen, roten Sandstein herausgeschnitten wurde und mit einer Steinplatte bedeckt ist, die einige künstliche Perlen und schwärzlichen Staub enthält.

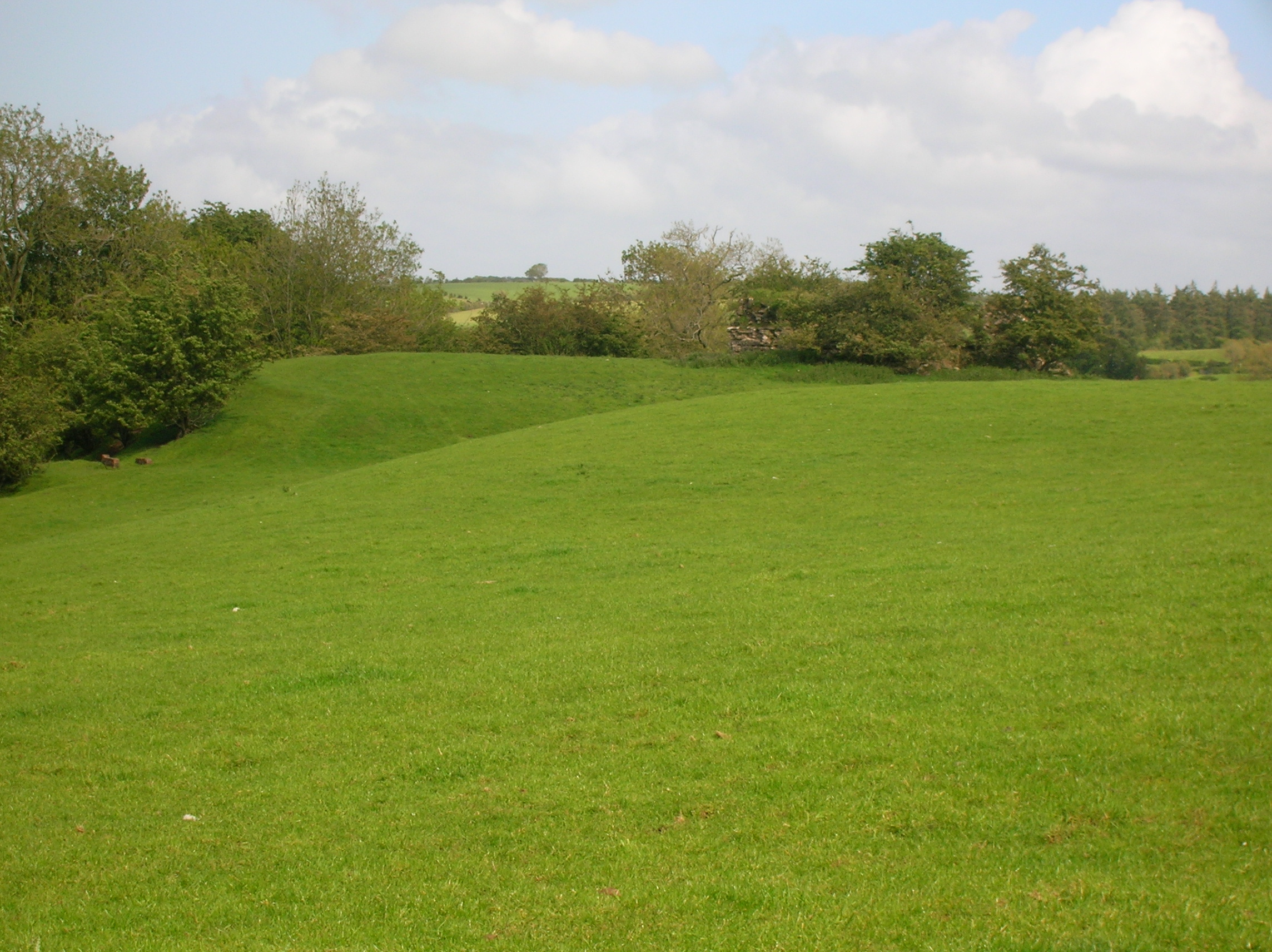
Gelände von Trabboch Castle mit Erdwerken
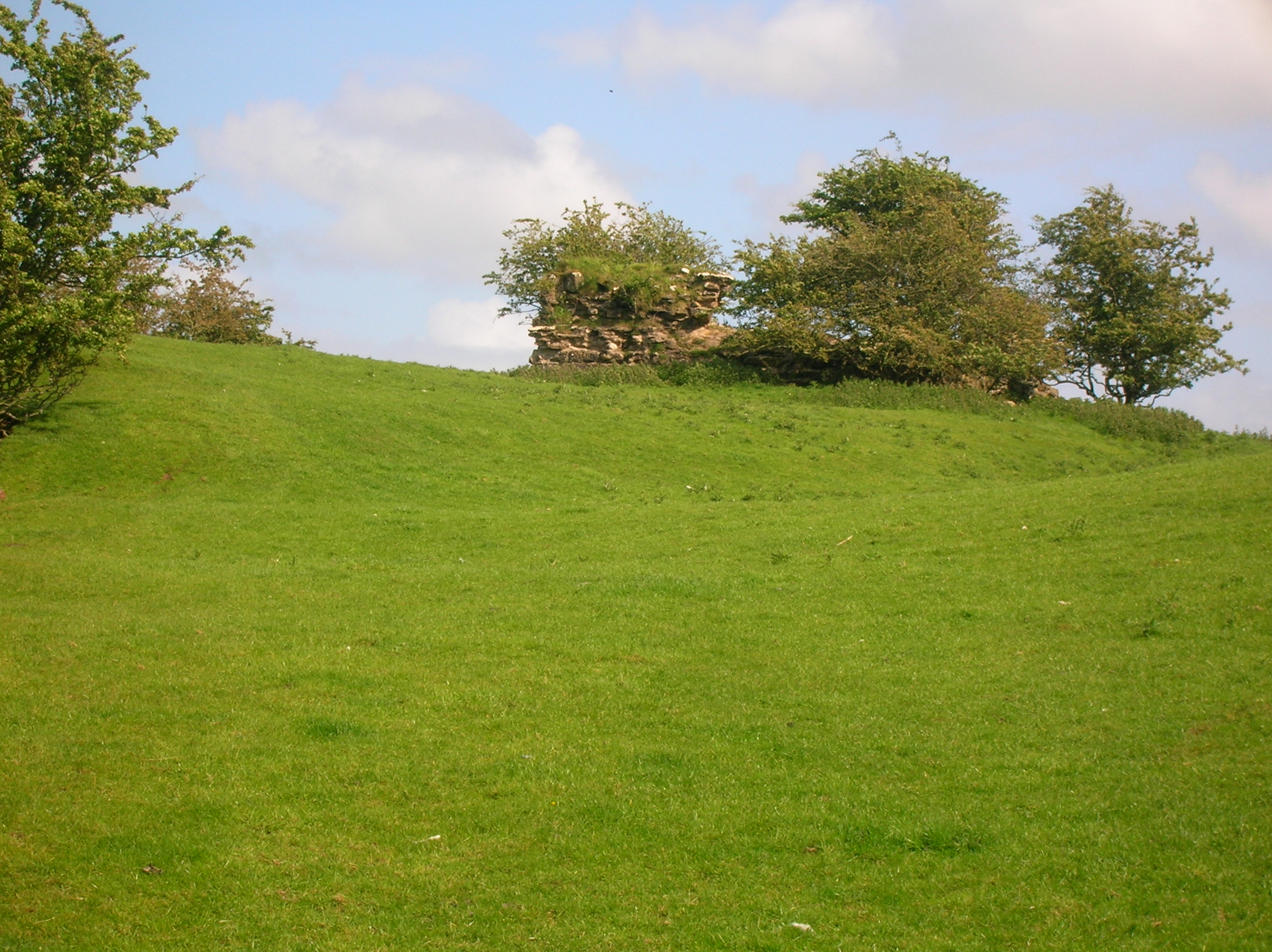
Burgruine von Westen
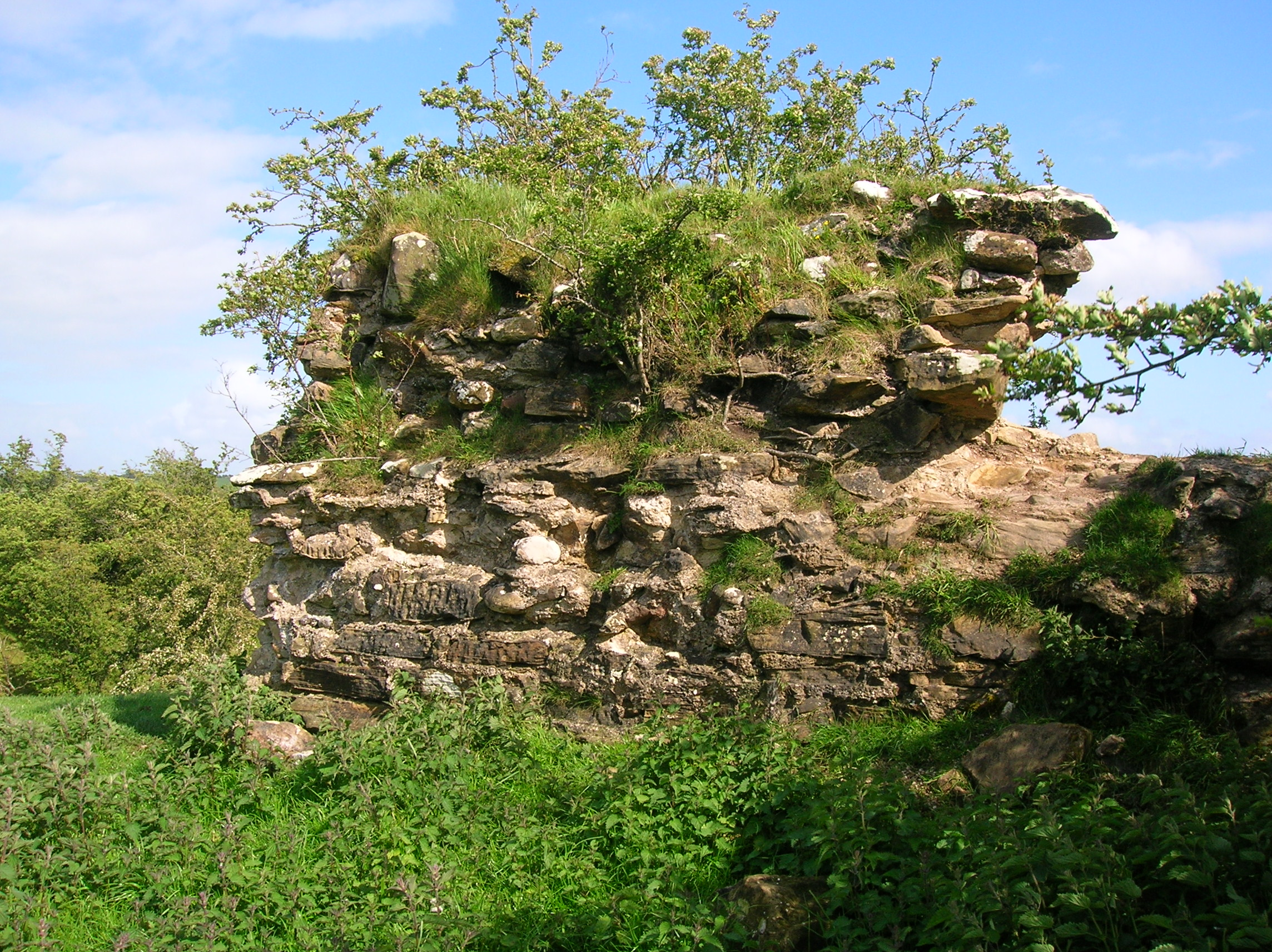
Details der Burgmauern
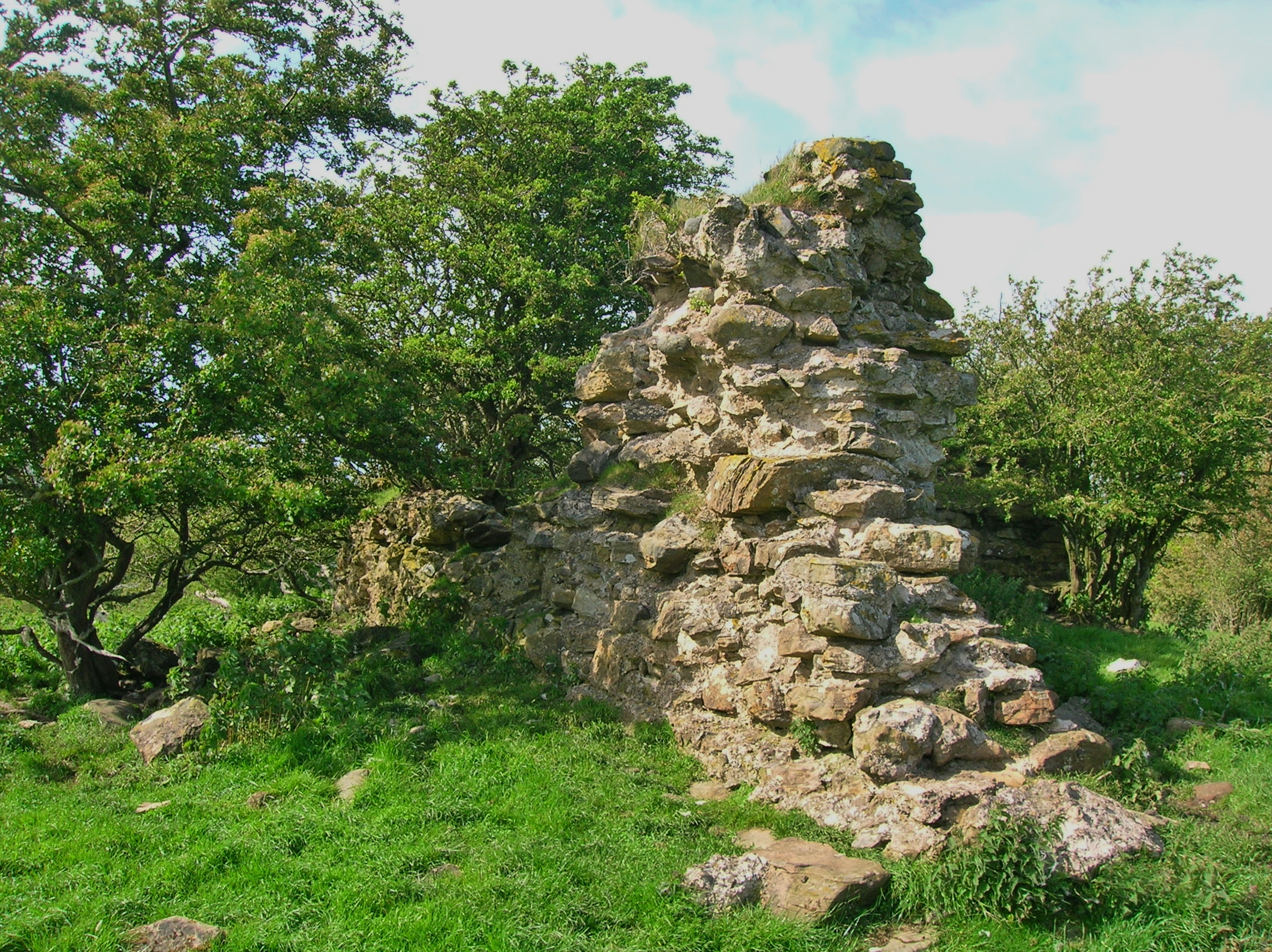
Burgmauer an der Südseite
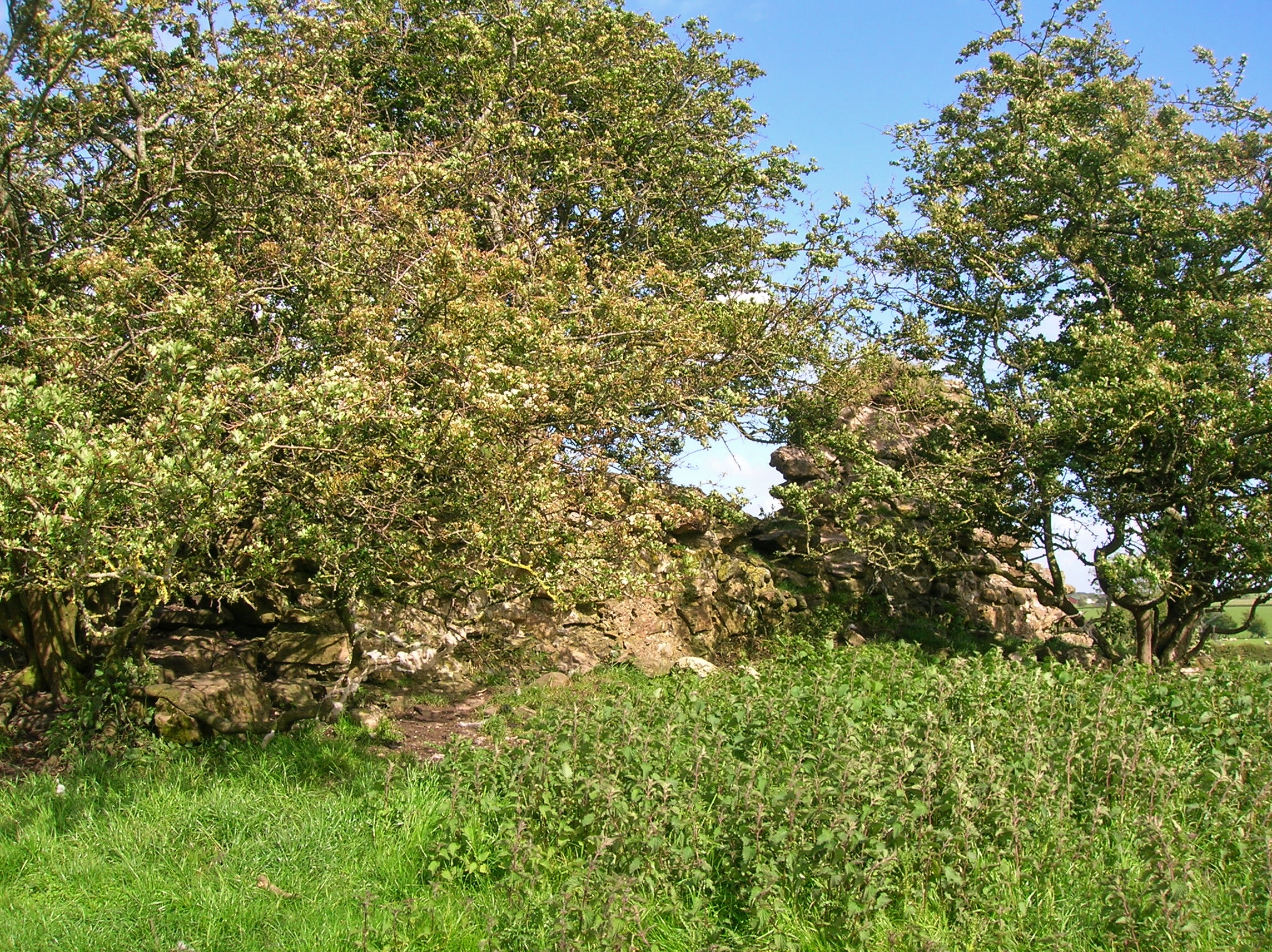
Burgruine von Südwesten

James Boswell aus Auchinleck soll gesagt haben: „Ich wünschte, dass mein Vater Trabboch Mains kaufen würde, ein wunderschöner Bauernhof, der jetzt von Sir John Whiteford zum Verkauf angeboten wird, da dies der Ort des Herrenhauses des Baronats Trabboch war und man dort immer noch die Spuren des alten Hauses sehen kann.“

## Kartografische Beweise
Gordons Landkarte von 1636–1652 zeigt Trabboch Castle. Roys Landkarte von 1747 zeigt sowohl „Trabog“ [sic] als auch Lawhill. Molls Landkarte von 1745 zeigt die Burg. Auf John Thomsons Landkarte von 1828 ist „Traboch Castle“ [sic] klar verzeichnet.

## See von Trabboch
Der alte See von Trabboch war ein Gewässer, wo Schwäne, Moorhühner und andere Wasservögel nisteten, und als Teil des alten Baronats Trabboch was es auch Jagd- und Fischgrund für den Laird. Trabboch Loch war ein Gewässer, das sich im 19. Jahrhundert nach der Flutung des Bergwerks von Drumdow bildete.